# 小野毛野
小野毛野（？—714年6月1日，即生年不詳，卒於和銅七年四月十五日（日本舊曆），日本飛鳥時代的官僚。他是小野妹子之孫，小野毛人之子。有子小野永見。
他在持統天皇初期位直廣肆，持統天皇九年（695年）任遣新羅使（副使伊吉博德）。文武天皇四年（700年）任筑紫大貳，與大伴安麻呂、粟田真人等一同參議朝政。慶雲二年（705年）任中務卿，敘正四位上。和銅元年（705年）任中納言，次年敘從三位、大德冠。和銅七年（714年）去世。
小野毛野於慶雲四年（707年）為祈求文武天皇早日病癒，發願建造願興寺（故址位於奈良縣天理市和爾町）。作為古墳時代的豪族、外交官世家，小野氏一族是當時最早接受鄰近地域先進文化的一群人，也積極建設佛教設施（橿原考古學研究所評價）。